# In the Heart
In the Heart è il quindicesimo album da studio prodotto dal gruppo musicale statunitense Kool & the Gang, pubblicato il 21 novembre del 1983.
Il primo singolo estratto è stato Joanna, seguito da Tonight. Joanna ha raggiunto un grande successo balzando immediatamente al secondo posto nella classifica degli Stati Uniti, dietro a "Karma Chameleon" dei Culture Club; inoltre ha raggiunto la seconda posizione nel Regno Unito e la prima posizione nelle US R&B Chart.

## Tracce

### Side 1
1. "In the Heart" 	James "J.T." Taylor, Ronald Bell, Kool & the Gang	4:03
2. "Joanna" 	Claydes Smith, Taylor, Kool & the Gang	4:20
3. "Tonight" 	Curtis Williams, Taylor, Kool & the Gang	3:53
4. "Rollin'" 	Taylor, Ronald Bell, Kool & the Gang	3:10
5. "Place For Us" 	Williams, Taylor, Kool & the Gang	3:42

### Side 2
1. "Straight Ahead" 	Taylor, Ronald Bell, Kool & the Gang	3:31
2. "Home Is Where the Heart Is" 	Ronald Bell, Kool & the Gang	3:51
3. "You Can Do It" 	Williams, Taylor, Ronald Bell, Kool & the Gang	4:39
4. "September Love"

## Musicisti
- Bass – Robert "Kool" Bell
- Drums – George Brown
- Guitar – Charles Smith
- Tenor saxophone; OB-X synthesizer; backing vocals – Ronald "Khalis" Bell
- Lead and backing vocals – James "J.T." Taylor
- Trombone; backing vocals – Clifford Adams
- Keyboards; alto saxophone; Memory Moog, Mini Moog, and OB-X synthesizers, backing vocals – Curtis "Fitz" Williams
- Alto saxophone – Dennis "D.T." Thomas
- Trumpet – Michael Ray, Robert "Spike" Mickens

## Crediti
- Horns arranged by – Kool & The Gang
- Strings arranged by – Greg Poree
- Concertmaster – Gene Orloff
- Contractor (Strings) – Joe Malin
- Chief engineer – Jim Bonnefond
- Engineers – Cliff Hodsdon, Nelson Ayres
- Mixed By – Gabe Vigorito, Ronald Bell, Jim Bonnefond
- Mastered by – Jose Rodriguez
- Producer – Jim Bonnefond, Ronald Bell, Kool & The Gang